# Formation de Xinpongnaobao
La formation de Xinpongnaobao est une formation géologique affleurant dans la région autonome de Mongolie-Intérieure, en Chine. Ces strates datent du Crétacé inférieur. 

## Présentation
Des restes de dinosaures sont parmi les fossiles trouvés dans la formation.

## Paléofaune vertébrée
- Psittacosaurus osborni[1],[2]

### Ouvrage
- David B Weishampel, Peter Dodson et Halszka Osmólska, Dinosaur distribution (Early Cretaceous, Asia)., coll. « The Dinosauria, 2nd, Berkeley: University of California Press. », 2004, 563-570 p. (ISBN 0-520-24209-2, lire en ligne).